# Bahnhof Niedernhausen (Taunus)
Der Bahnhof der Gemeinde Niedernhausen im Taunus ist der wichtigste Bahnhof an der Main-Lahn-Bahn zwischen den Bahnhöfen Frankfurt-Höchst und Eschhofen bei Limburg an der Lahn. Er ist Endpunkt der Ländchesbahn, die vom Hauptbahnhof der hessischen Landeshauptstadt Wiesbaden nach Niedernhausen führt sowie Endstation der Linie S2 der S-Bahn Rhein-Main.

## Geschichte
Der Bahnhof Niedernhausen entstand mit dem Bau der Main-Lahn-Bahn von Frankfurt am Main nach Limburg an der Lahn 1877 durch die Hessische Ludwigsbahn. Am 15. Oktober 1877 wurde das letzte Teilstück der Strecke zwischen Frankfurt-Höchst und Idstein in Betrieb genommen. Die Verbindung zwischen dem Rhein-Main-Gebiet und dem Limburger Becken war damit vollendet. Mit Eröffnung der Ländchesbahn von Niedernhausen nach Wiesbaden 1879 stieg Niedernhausen (an Strecken-Kilometer 31,80) zum wichtigsten Bahnhof zwischen Höchst und Eschhofen bei Limburg, wo die Main-Lahn-Bahn in die Lahntalbahn einmündet, auf. Als Eisenbahnknoten erhielt der Bahnhof von Niedernhausen einen – heute zu insgesamt sechs Lofts umgebauten – Lokschuppen mit Drehscheibe, einen Bahnwasserturm, eine Kohlenbunkeranlage sowie Abstellgleise zum Betrieb der Dampflokomotiven. Lokschuppen und Wasserturm stehen heute unter Denkmalschutz. 1880 entstand das erste Bahnhofsgebäude, welches am 1. Januar 1906 durch einen repräsentativen Neubau ersetzt wurde. Der Bahnhof trug maßgeblich zum Aufschwung des bis dahin kleinen Ortes sowie seiner Nachbargemeinden bei. Das ab der Jahrhundertwende zum Luftkurort erkorene Niedernhausen konnte nun seine Kurgäste bequem mit der Bahn anreisen lassen. 1913 wurde mit dem Bau des zweiten Gleises der Bahnübergang zur Nachbargemeinde Königshofen durch eine moderne Eisenbahnbrücke ersetzt.
Im Zweiten Weltkrieg war der Bahnhof Ziel mehrerer Luftangriffe. Beim schwersten von ihnen wurden am 22. Februar 1945 das Bahnhofsgebäude, große Teile der Gleisanlagen, rund 30 abgestellte Lokomotiven und Dutzende von Waggons zerstört. Nach dem Krieg begann der Wiederaufbau. Es entstand ein neues Empfangsgebäude mit Stellwerk. Die Zahl der Bahnbediensteten stieg auf 100 Personen. Die Verlagerung von Gütertransporten auf Lastkraftwagen führte später zur Schließung der Güterabfertigung des Bahnhofs. Mit dem Ende der Dampflok-Ära im Oktober 1973 wurden die nicht mehr benötigten Einrichtungen zurückgebaut. Am 25. August 1975 nahm die S-Bahn Rhein-Main ihren Betrieb auf; dabei wurde Niedernhausen Endstation der Linie S2. Ab 1978 fuhr sie durch den neuen Frankfurter S-Bahn-Tunnel zur Station Hauptwache. 1983 wurde der Frankfurter S-Bahn-Tunnel bis zur Konstablerwache verlängert, 1990 zum Südbahnhof. 1993 fuhr die S2 bis zur Station Mühlberg, bevor der Tunnel in Offenbach und 2003 die Rodgau-S-Bahn bis Dietzenbach eröffnet wurden. Die durchgehende Elektrifizierung der Strecke bis Limburg war 1988 abgeschlossen. Zwischen 2004 und 2014 wurde die Ländchesbahn von der vectus Verkehrsgesellschaft bedient, welche von der Hessischen Landesbahn (HLB) abgelöst wurde. Vor dem Empfangsgebäude befindet sich der Zentrale Omnibusbahnhof (ZOB) der Gemeinde.

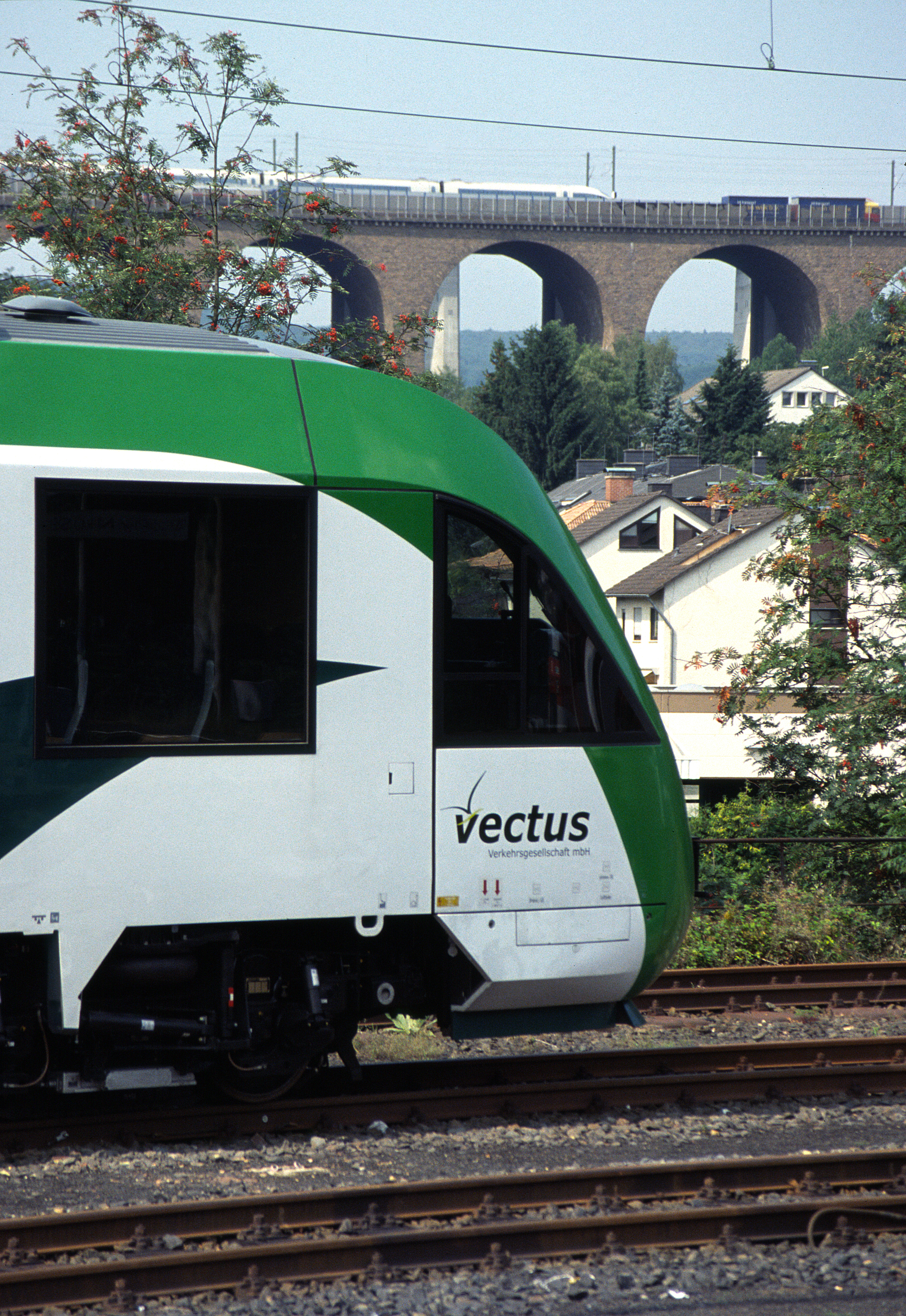
Dieseltriebzug der Vectus Verkehrsgesellschaft im Bf Niedernhausen. Im Hintergrund die Theißtalviadukte der Autobahn 3 (vorn) und der Schnellfahrstrecke Köln-Rhein/Main (dahinter, mit ICE 3). Aufnahme 2004.

In der Bauphase der Schnellfahrstrecke Köln–Rhein/Main führte ein Gleis aus dem Bahnhof zeitweise auf die Schnellfahrstrecke. Diese vorübergehende Verbindung wurde für den Gleisbau auf der Strecke genutzt. Dabei waren Steigungen von bis zu 55 Promille zu überwinden.
Im Frühjahr 2019 begannen die Bauarbeiten zur Barrierefreiheit des Bahnhofs mit Aufzügen und sonstigen Modernisierung (u. a. neue Bahnsteigdächer). Diese Bauarbeiten sollten im Frühjahr 2020 abgeschlossen sein, ruhten allerdings in einem unfertigen Zustand, bis sie im Dezember 2022 abgeschlossen wurden.

### Brückenschaden
An der 65 Meter langen, vierfeldrigen Brücke der Landesstraße 3027 (Wiesbadener Straße), welche über 10 Gleise im östlichen Bereich des Bahnhofs führt, wurde Ende November 2020 festgestellt, dass ein Pfeiler um bis zu 82 Millimeter in Schräglage geraten war, so dass das Rollenlager herauszufallen und die Brücke einzustürzen drohte. Die 1969 in Betrieb genommene Überführung sollte 2021 abgerissen werden und war ab dem 31. August 2020 für den Schwerverkehr und ab dem 10. September 2020 komplett gesperrt.
Infolge der festgestellten Brückenschäden musste der Eisenbahnverkehr im Bahnhof Niedernhausen rund drei Wochen lang eingestellt werden. Davon waren alle Züge in Richtung Frankfurt und Wiesbaden betroffen. Bis zum 21. Dezember 2020 konnte die Brücke soweit stabilisiert werden, dass der Zugverkehr wieder aufgenommen werden konnte. Der Abriss dauerte von April bis Herbst 2021.

Nach zweijähriger Bauzeit wurde am 7. Mai 2024 die neue Stabbogenbrücke eingeweiht und als „Hahnwaldbrücke“ für den Verkehr freigegeben.

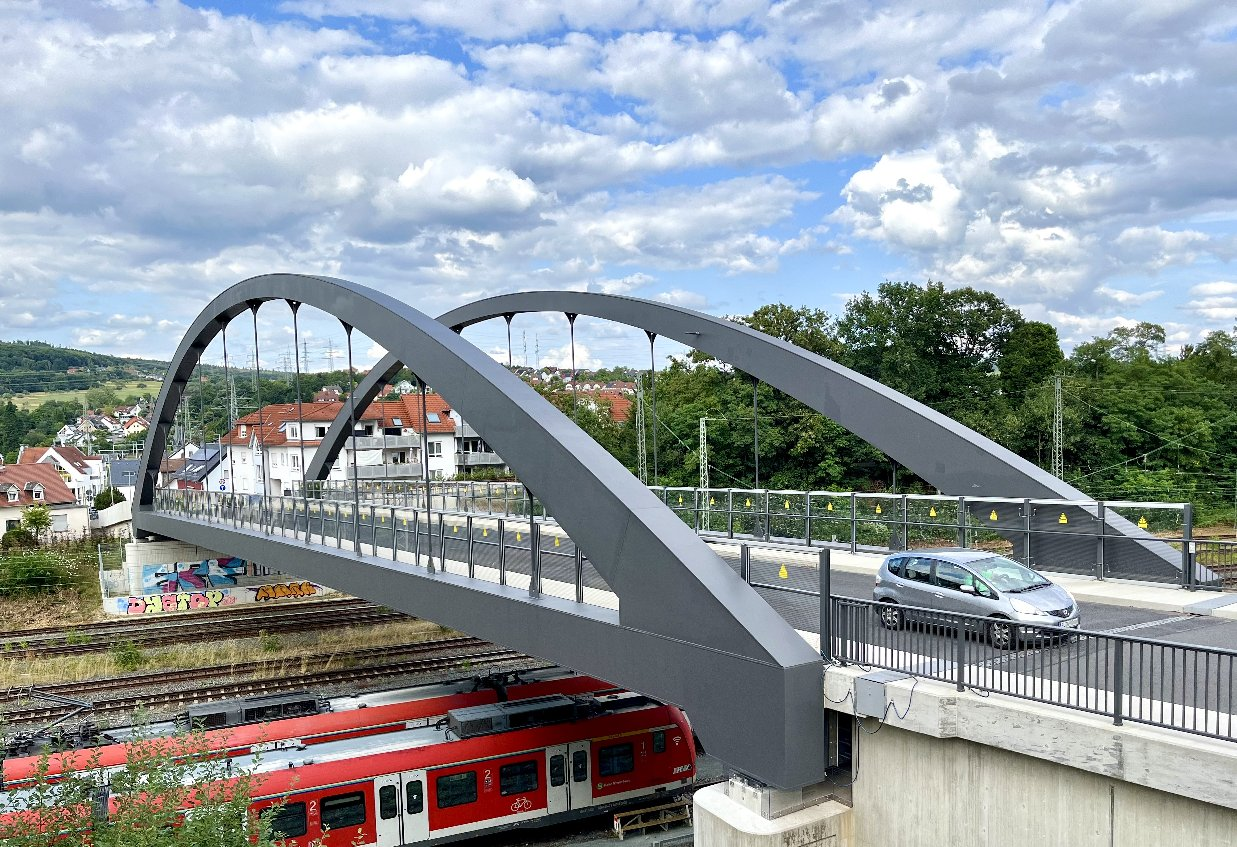
Hahnwaldbrücke im Juli 2025

## Gleisbelegung
- Gleis 1 (Hausbahnsteig): Montags bis freitags verkehrt von hier morgens und nachmittags jeweils ein Zug nach Wiesbaden (Bahnsteighöhe: 76 cm, Bahnsteiglänge: 140 m).
- Gleis 2: ehemaliges Abstellgleis, was meist für Güterwagen genutzt wurde; heute nicht mehr benutzbar, weil die Weichen an den Enden ausgebaut und das Gleis in Höhe des Empfangsgebäudes unterbrochen wurden.
- Gleis 3 (Bahnsteig Gleis 3/4): Regionalbahn/Regional-Express Richtung Limburg (Lahn) (aus Frankfurt bzw. HLB-Züge aus Wiesbaden) (Bahnsteighöhe: 76 cm, Bahnsteiglänge: 210 m)
- Gleis 4 (Bahnsteig Gleis 3/4): Züge der HLB von und nach Wiesbaden Hauptbahnhof (Bahnsteighöhe: 76 cm, Bahnsteiglänge: 210 m)
- Gleis 5 (Bahnsteig Gleis 5/6): S-Bahn-Linie S2 Richtung Dietzenbach über Hofheim, Frankfurt-Höchst, Frankfurt Hbf (tief) und Offenbach Ost (von dort kommend) (Bahnsteighöhe: 76 cm, Bahnsteiglänge: 210 m)
- Gleis 6 (Bahnsteig Gleis 5/6): Regional-Express Richtung Frankfurt Hbf; HLB-Züge Richtung Wiesbaden (aus Limburg kommend) (Bahnsteighöhe: 76 cm, Bahnsteiglänge: 210 m)
- Gleis 7: Durchfahrtsgleis für Güterzüge aus Richtung Limburg (meist Ganzzüge aus Tamns-Wagen beladen mit Ton)
- Gleise 8 bis 10: Abstellgleise, genutzt von der HLB und der S-Bahn Rhein-Main, von den Bahnsteiggleisen durch Wenden in einem Stumpfgleis im nördlichen Bahnhofskopf erreichbar
- Gleis 11: Stark verkürzt, nur noch selten befahren und nur noch mit einer Weiche am südlichen Bahnhofskopf angebunden

## Bedienung

### Bahn
| Linie | Verlauf | Takt                                    | Betreiber      |
| ----- | --- | --------------------------------------- | -------------- |
| S2    | Niedernhausen (Taunus) – Niederjosbach – Bremthal – Eppstein – Lorsbach – Hofheim (Taunus) – Kriftel – Frankfurt-Zeilsheim – Frankfurt-Höchst Farbwerke – Frankfurt-Höchst – Frankfurt-Nied – Frankfurt-Griesheim – Frankfurt (Main) Hbf tief – Frankfurt (Main) Taunusanlage – Frankfurt (Main) Hauptwache – Frankfurt (Main) Konstablerwache – Frankfurt (Main) Ostendstraße – Frankfurt (Main) Mühlberg – Offenbach-Kaiserlei – Offenbach Ledermuseum – Offenbach Marktplatz – Offenbach (Main) Ost – Offenbach-Bieber – Heusenstamm – Dietzenbach-Steinberg – Dietzenbach Mitte – Dietzenbach Bhf | 30 min 15 min (zur HVZ)                 | DB Regio Mitte |
| RE 20 | Main-Lahn-Bahn: Frankfurt (Main) Hbf – Frankfurt-Höchst – Hofheim (Taunus) – Niedernhausen (Taunus) – Idstein (Taunus) – Bad Camberg – Niederbrechen – Eschhofen – Limburg (Lahn) Stand: Fahrplanwechsel Dezember 2021 | 60 min (wochentags zur HVZ)             | DB Regio Mitte |
| RB 21 | Ländchesbahn: Wiesbaden Hbf – Wiesbaden-Erbenheim – Wiesbaden-Igstadt – Auringen-Medenbach – Niedernhausen (Taunus) (– Idstein (Taunus) – Wörsdorf – Bad Camberg – Niederselters – Oberbrechen – Niederbrechen – Lindenholzhausen – Eschhofen – Limburg (Lahn)) (einzelne Fahrten) Stand: Fahrplanwechsel Dezember 2021 | 30 min (wochentags) 60 min (Wochenende) | HLB Hessenbahn |
| RB 22 | Main-Lahn-Bahn: Frankfurt (Main) Hbf – Frankfurt-Höchst – Hofheim (Taunus) – Niedernhausen (Taunus) – Idstein (Taunus) – Wörsdorf – Bad Camberg – Niederselters – Oberbrechen – Niederbrechen – Lindenholzhausen – Eschhofen – Limburg (Lahn) Stand: Fahrplanwechsel Dezember 2021 | 30/60 min (+ Verstärker zur HVZ)        | DB Regio Mitte |

### Busbahnhof
Niedernhausen Bahnhof ist einer der zentralen Knotenpunkte im Idsteiner Land und wird vom Wiesbadener Stadtverkehr (ESWE) und der Rheingau-Taunus-Verkehrsgesellschaft (RTV) bedient:
- 22 (ESWE): Oberjosbach – Niedernhausen – Königshofen – WI-Naurod – Wiesbaden Platz d. Dt. Einheit / Wiesbaden Hauptbahnhof
- 240 (RTV): Niedernhausen Bahnhof – Königshofen – Niederseelbach – Oberseelbach – Niederseelbach – Engenhahn – Neuhof – Wehen – Hahn
- 220 (RTV, nur an Schultagen): Idstein – Niedernhausen – Oberjosbach